# لی نیکول
لی نیکول (انگلیسی: Leigh Nicol؛ زادهٔ ۲۶ سپتامبر ۱۹۹۵) بازیکن فوتبال اهل بریتانیا است.
وی همچنین در تیم‌های ملی فوتبال Scotland women's national under-16 football team, Scotland women's national under-17 football team، و Scotland women's national under-19 football team بازی کرده‌است.